# إيبرهارد زان
إيبرهارد زان (بالألمانية: Eberhard Zahn)‏ هو مدير ألماني، ولد في 2 يناير 1910 في بارمن في ألمانيا، وتوفي في 7 فبراير 2010 في النمسا.